# Sabine Weyer
Sabine Weyer (née le 8 mai 1988) est une pianiste luxembourgeoise connue à la fois en tant que soliste et en tant que chambriste. Elle est professeur de piano au conservatoire de la ville de Luxembourg.

## Biographie

### Formation
Sabine Weyer, née au Luxembourg, commence le piano à l’âge de six ans. Elle a fait ses études au conservatoire de la ville d’Esch-sur-Alzette, sa ville natale, puis au conservatoire national de région de Metz en France (devenu depuis conservatoire à rayonnement régional) dans la classe de Bernard Lerouge. En 2006 elle obtient la médaille d’or et l’année suivante le prix de perfectionnement à l’unanimité du jury. Elle poursuit ses études au Conservatoire royal de Bruxelles en Belgique dans la classe d'Aleksandar Madžar et obtient en 2012 son diplôme de master ainsi que le titre de postmaster en 2013.
Elle suit des cours auprès des pianistes Oxana Yablonskaya (en), Mario Patuzzi, Michel Béroff, Vassil Guenov, Aquiles Delle Vigne (en) et Françoise Buffet-Arsenijevic.

### Carrière
Sabine Weyer se produit à la Philharmonie de Berlin, à la Salle de concert de Shanghai (en), à la Tonhalle à Zurich, à la Salle Cortot à Paris, à la Philharmonie Luxembourg et au Royal Albert Hall à Londres.
Elle compte parmi ses partenaires musicaux les solistes Aleksey Semenenko, Pavel Vernikov, Mindaugas Backus, Alena Baeva, Svetlana Makarova, Yury Revich, Gary Hoffman et Julien Beaudiment.
Elle joue régulièrement sous la baguette de Daniel Raiskin, Erich Polz, Wouter Padberg, Eric Lederhandler, Plamen Djouroff, Carlo Jans.
Elle enseigne le piano au Conservatoire de Luxembourg depuis 2015 et est invitée à donner des classes de maître. Elle a enseigné pendant l’été 2019 à la Scriabin Summer Academy, a été invitée à l’université normale de Pékin en Chine en 2016 et à la European Summer Music Academy au Kosovo en 2017.
En 2019, elle est invitée à se produire aux côtés du violoniste Pavel Vernikov à la Tonhalle de Zürich dans le Double concerto de Felix Mendelssohn avec le Kurpfälzisches Kammerorchester dirigé par Daniel Raiskin.
Sabine Weyer reçoit plusieurs récompenses internationales, telles le Grand Prize Virtuoso Competition en 2015 au Royal Albert Hall à Londres. Elle reçoit un Supersonic Award pour son disque Bach to the future, le prix Pasticcio de la radio autrichienne ORF pour son disque A light in the dark, et plusieurs nominations aux prix ICMA et Opus Klassik.

## Discographie
- 2015 – Images, œuvres de Rameau et Debussy , Orlando Records label[8]
- 2016 – Bach-Mendelssohn, le premier enregistrement pour ARS Produktion, le label officiel de la pianiste[9]
- 2017 – Bach to the Future, œuvres de J.S.Bach et transcriptions de Siloti, Busoni et Saint-Saens[10]
- 2018 – A Light in the Dark, enregistrement d’œuvres de Shostakovich avec la Nordwestdeutsche Philharmonie sous la direction de Erich Polz[11]